# Friedrich August Nüßlin
Friedrich August Nüßlin (auch August Nüßlin; * 3. Januar 1780 in Weisweil; † 21. August 1863 in Mannheim) war ein deutscher klassischer Philologe und Gymnasiallehrer.

## Leben
Nüßlin war Sohn des lutherischen Dekans Johann Friedrich Nüßlin. Er verbrachte seine Kindheit in Bötzingen und Tegernau. 1794 wurde er am Pädagogium Lörrach aufgenommen, 1797 wechselte er an das Pädagogium Halle, bevor er schließlich 1800 an der Universität Halle immatrikuliert wurde. Dort war er insbesondere Schüler von Friedrich August Wolf sowie auch von August Böckh. 1803 bestand er das Staatsexamen.
Nüßlin folgte 1803 einem Ruf als Lehrer der klassischen Sprachen und der Geschichte nach Genf. 1807 kehrte er nach Baden zurück. Dort wurde er als Lehrer am Pädagogium in Lörrach in den Staatsdienst aufgenommen. Noch 1807 siedelte er nach Mannheim über. Dort erhielt er eine Stelle als Gymnasialprofessor und zudem die Schulleiterstelle am Mannheimer Lyzeum. Er setzte sich für die Griechischausbildung an den Schulen Badens ein und betätigte sich schriftstellerisch auf dem Gebiet der klassischen Philologie. 1850 trat er in den Ruhestand.
Nüßlin erhielt 1837 das Ritterkreuz des Ordens vom Zähringer Löwen, bereits zuvor war er zum Geheimen Hofrat ernannt worden. Später führte er außerdem den Grad eines Doktors der Philosophie.
Er war seit 1803 mit Johann Peter Hebel befreundet und korrespondierte bis zu dessen Tod mit ihm. Eine Auswahl der Briefe Hebels veröffentlichte er 1860.
Sein Sohn August Nüsslin (1812–1887) wurde Jurist und  Präsident des Evangelischen Oberkirchenrats in Baden.

## Werke (Auswahl)
- Erklärung der Homerischen Gesänge nach ihrem sittlichen Elemente
  - Der sechste Gesang der Odyssee als Probe, Kaufmann, Mannheim 1834.
  - Der fünfte Gesang der Odyssee, Kaufmann, Mannheim 1842.
  - Der siebente Gesang der Odyssee; Loeffler, Mannheim 1843.
- Beantwortung der Frage, ob das spätere Vergessen des Griechischen ein Grund seiner Verbannung aus den Schulen werden könne, Kaufmann, Mannheim 1845.
- Beitrag zu einer anregenden Erklärung des Homer nach dem Elemente des Sittlich-Schönen, Kaufmann, Mannheim 1848.

Erläuterte Werkausgaben (Auswahl)
- Basilius: Rede des heiligen Basilius, des Grossen an christliche Jünglinge über den rechten Gebrauch der heidnischen Schriftsteller; Loeffler, Mannheim 1839.
- Lykurgos: Rede des Athenischen Staatsmannes Lykurgos gegen Leokrates, Löffler, Mannheim 1840.
- Plato: Der Platonische Phaedon, Loeffler, Mannheim 1855.